# 緊急救援
《緊急救援》是一部2020年災難片，由林超賢導演，彭于晏、王彦霖、辛芷蕾、藍盈瑩、王雨甜及徐洋主演。原定於2020年1月25日（大年初一）上映，受2019冠状病毒病疫情影响撤档。後改於2020年12月18日上映。

## 演員
| 演員   | 角色          | 備註                                                                                                 |
| 彭于晏 | 高謙          | 緊急救援隊隊長，聰聰的父親，後來與方宇凌結婚                                                         |
| 王彥霖 | 趙呈          | 緊急救援隊絞車手，高謙的好友，文珊的男友兼未婚夫，後來被客機機頭夾著身體水壓缺氧而身亡(客機墜海意外) |
| 辛芷蕾 | 方宇凌        | 機長，聰聰的繼母，後來與高謙結婚                                                                     |
| 藍盈瑩 | 文珊          | 咖啡店的老闆娘，趙呈的女友兼未婚妻                                                                   |
| 劉亦淳 | 唐敏          | 高謙的亡妻，聰聰的亡母                                                                               |
| 王雨甜 | 安鵬          | 緊急救援隊員                                                                                         |
| 徐洋   | 白洋          | 副班特勤員                                                                                           |
| 陳家樂 | 林維全        | 緊急救援隊員(天然氣船火災意外)                                                                       |
| 李岷城 | 劉斌          | 方宇凌的副駕駛員，後突然離隊                                                                         |
| 張景禕 | 高奕聰 (聰聰) | 高謙、唐敏的兒子，方宇凌的繼子，患有腫瘤病壓住視覺神經                                               |
| 李欣蕊 | 心巧          | 高奕聰的同學                                                                                         |

### 特别出演
| 演員   | 角色   | 備註                       |
| 郭曉冬 | 丁一   | 前機長                     |
| 張國強 | 潘正軍 | 緊急救援隊員主任           |
| 魏大勛 | 霍達   | 前副駕駛員                 |
| 連凱   | 李先生 | 高謙拯救過的法國女人的丈夫 |

## 製作
2018年11月在廈門舉辦了開機儀式，2019年3月15日殺青了中國大陸拍攝部分，拍攝地主要在廈門和福州等地，隨後轉戰墨西哥繼續拍攝。 
該片是首部海上救援題材的華語影片，首次以電影形式將中國救撈人搬上銀幕。為了真實呈現海上救援行動，導演林超賢率領團隊籌備四年，輾轉福州、廣西、廈門、墨西哥四地拍攝六個月。為完成全世界公認最難拍的「水戲」，導演林超賢帶領彭于晏、王彥霖、辛芷蕾等演員遠赴墨西哥，前往《泰坦尼克号》、《加勒比海盗》等影片拍攝地完成水下拍攝。不僅拍攝了大量水上戲份，更是實現了深潛30尺的水下高清拍攝。 

## 發行
2019年10月2日，《緊急救援》發佈「祖國有我」主題海報 。1月18日，《緊急救援》發佈「林超賢硬核回歸」預告片。 12月6日，《緊急救援》發佈守護主題海報。 12月12日，《緊急救援》發佈「超越」主題海報 。 12月16日，發佈「萬幸有你」特別短片。 12月24日，《緊急救援》發佈「使命」主題海報。
原定於2020年1月25日（大年初一）上映，受2019冠狀病毒病影响撤档。後改於2021年2月12日（大年初一）上映。2020年11月26日宣佈，提檔至今年12月18日，同時發佈提檔海報。中国大陆票房仅为4.85亿人民币，相比较其高额成本以及林导前作《红海行动》的36亿多的票房，本片亏损严重。
| 上一届： 《沐浴之王》 | 2020年中国内地一周票房冠军 第50週 | 下一届： 《拆弹专家2》 |

## 外部連結
- 互联网电影数据库（IMDb）上《緊急救援》的资料（英文）
- 豆瓣电影上《緊急救援》的資料 （简体中文）
- 时光网上《緊急救援》的資料（简体中文）
- 香港影庫上《緊急救援》的資料（繁體中文）